# Landtagswahlkreis 1 (Burgenland)
Der Wahlkreis 1 ist ein Wahlkreis im Burgenland, der den politischen Bezirk Neusiedl am See umfasst. Bei der Landtagswahl 2025 waren im Wahlkreis 1 48.887 Personen wahlberechtigt, wobei bei der Wahl die Sozialdemokratische Partei Österreichs (SPÖ) mit 45,5  % als stärkste Partei hervorging. Neben der SPÖ, die drei der sieben möglichen Grundmandate im Wahlkreis erzielte, erreichten auch die Freiheitliche Partei Österreichs (FPÖ) und die Österreichische Volkspartei (ÖVP) je ein Grundmandat.

## Geschichte
Ursprünglich bestand im Burgenland bei Landtagswahlen lediglich ein Wahlkreis. Nachdem die burgenländische Landtagswahl 1977 beim Verfassungsgerichtshof angefochten worden war, erkannte der Verfassungsgerichtshof, dass die Nennung von „Wahlkreisen“ im Artikel 26 des Bundes-Verfassungsgesetzes, also im Plural, dahingehend auszulegen ist, dass mindestens zwei Wahlkreise pro Bundesland bestehen müssen. In der Folge änderten die betroffenen Bundesländer Kärnten, Salzburg und das Burgenland ihre Landtagswahlordnungen. Das Burgenland vollzog die notwendige Adaptierung mit der am 30. Oktober beschlossenen Landtagswahlordnung 1978, die das Burgenland in vier Wahlkreise unterteilte. Der Bezirk Neusiedl am See gehörte dabei mit dem Bezirk Eisenstadt-Umgebung sowie den Freistädten Eisenstadt und Rust zum Wahlkreis I. Bereits 1995 erfolgte mit der Landtagswahlordnung 1995 eine weitere Reform der Wahlkreise, bei der die Zahl der Wahlkreise von vier auf sieben erhöht wurde und der Bezirk Neusiedl am See zu einem eigenen Wahlkreis, dem Wahlkreis 1 erhoben wurde.
Seit der Gründung des Landeswahlkreises erzielte die SPÖ bei jeder Landtagswahl die relative Mehrheit im Landeswahlkreis 1, wobei sie zwischen 2005 und 2010 auch über eine absolute Mehrheit verfügte. Im Bezirk Neusiedl am See erreichte die SPÖ 2005 ihr bestes, im Jahr 2010 ihr zweitbestes Bezirksergebnis, wobei der Landtagswahlkreis 1 gemeinsam mit dem Bezirk Mattersburg (Landtagswahlkreis 3) seit 1996 zu den zwei stärksten Wahlkreisen der SPÖ gehört. Ihren Spitzenwert erreichte die SPÖ im Bezirk Neusiedl am See 2005 mit 55,1 %. 2015 kam die SPÖ jedoch ebenso wie die ÖVP auf ihr bisher schlechtestes Ergebnis im Wahlkreis. Die ÖVP belegte bei jeder Landtagswahl bis 2025 den 2. Platz im Wahlkreis, wobei ihr Spitzenwert 1996 bei 34,8 % lag. Im landesweiten Vergleich liegt das Ergebnis der ÖVP im Wahlkreis 1 dabei im Landesdurchschnitt. Drittstärkste Partei war bis zur Landtagswahle 2025 die Freiheitliche Partei Österreichs (FPÖ), die 2025 ihr bisher bestes Ergebnis im Wahlkreis erreichte. Die Wahlergebnisse der FPÖ lagen bei den letzten Wahlen im Bezirk Neusiedl am See ungefähr im Landesdurchschnitt. Die Grünen belegten bei jeder Wahl den 4. Platz, wobei das Abschneiden im Jahr 2020 mit 7,1 % den Spitzenwert bedeutete. Die Grünen lagen dabei im Wahlkreis 1 regelmäßig knapp unter ihrem Landesergebnis.

## Wahlergebnisse
| Landtagswahlen im Wahlkreis 1 | Landtagswahlen im Wahlkreis 1 | Landtagswahlen im Wahlkreis 1 | Landtagswahlen im Wahlkreis 1 | Landtagswahlen im Wahlkreis 1 | Landtagswahlen im Wahlkreis 1 | Landtagswahlen im Wahlkreis 1 | Landtagswahlen im Wahlkreis 1 | Landtagswahlen im Wahlkreis 1 |
| Wahltermin                    | GM                            |                               | SPÖ                           | ÖVP                           | FPÖ                           | GRÜNE                         | Sonstige                      |                               |
| ----------------------------- | ----------------------------- | ----------------------------- | ----------------------------- | ----------------------------- | ----------------------------- | ----------------------------- | ----------------------------- | ----------------------------- |
| 2. Juni 1996                  |                               | Stimmenanteile (%)            | 45,68                         | 34,81                         | 15,17                         | 2,67                          | 1,67                          |                               |
| 2. Juni 1996                  | 7                             | Grundmandate                  | 3                             | 2                             | 1                             | 0                             | 0                             |                               |
| 3. Dezember 2000              |                               | Stimmenanteile (%)            | 48,94                         | 31,52                         | 14,77                         | 4,78                          | –                             |                               |
| 3. Dezember 2000              | 7                             | Grundmandate                  | 3                             | 2                             | 0                             | 0                             | –                             |                               |
| 9. Oktober 2005               |                               | Stimmenanteile (%)            | 55,10                         | 34,60                         | 5,14                          | 4,73                          | 0,43                          |                               |
| 9. Oktober 2005               | 7                             | Grundmandate                  | 3                             | 2                             | 0                             | 0                             | 0                             |                               |
| 30. Mai 2010                  |                               | Stimmenanteile (%)            | 52,25                         | 32,45                         | 8,98                          | 3,80                          | 2,52                          |                               |
| 30. Mai 2010                  | 7                             | Grundmandate                  | 3                             | 2                             | 0                             | 0                             | 0                             |                               |
| 31. Mai 2015                  |                               | Stimmenanteile (%)            | 44,49                         | 28,04                         | 15,91                         | 6,00                          | 5,55                          |                               |
| 31. Mai 2015                  | 7                             | Grundmandate                  | 3                             | 1                             | 1                             | 0                             | 0                             |                               |
| 26. Jänner 2020               |                               | Stimmenanteile (%)            | 48,90                         | 31,50                         | 10,20                         | 7,05                          | 2,35                          |                               |
| 26. Jänner 2020               | 7                             | Grundmandate                  | 3                             | 2                             | 0                             | 0                             | 0                             |                               |
| 19. Jänner 2025               |                               | Stimmenanteile (%)            | 45,45                         | 22,34                         | 23,24                         | 5,90                          | 3,08                          |                               |
| 19. Jänner 2025               | 7                             | Grundmandate                  | 3                             | 1                             | 1                             | 0                             | 0                             |                               |